# Planetesimal
Els planetesimals són objectes sòlids que possiblement existeixen en els discs protoplanetaris i en els discs de roques.
Una teoria de la formació del planeta, àmpliament acceptada, l'anomenada teoria planetesimal de Viktor Safronov, postula que els planetes es formen de grans de pols que col·lideixen i s'enganxen a cossos cada cop més grossos. Quan aquests cossos arriben a fer un quilòmetre de diàmetre, aproximadament, es poden atreure els uns amb els altres directament per la gravetat. Així és com es defineixen normalment els planetesimals. Els cossos més petits que els planetesimals només col·lideixen pel moviment brownià o el moviment turbulent de gas que portin a la fusió. Alternativament, els planetesimals es poden formar en els discs protoplanetaris en capes molt denses de grans de pols que experimenten una inestabilitat gravitatòria col·lectiva. Molts planetesimals es partiran eventualment, tot i les violentes col·lisions, però uns quants planetesimals grossos poden sobreviure a aquests incidents i continuar creixent fins a formar protoplanetes i més endavant planetes.
Generalment, hom creu que fa uns 3,8 mil milions d'anys, després del període conegut com a intens bombardeig tardà, molts planetesimals situats en el sistema solar han estat expulsats del sistema solar sencers, cap a òrbites excèntriques distants (com el núvol d'Oort), o bé han xocat amb objectes més grossos a causa de les influències gravitatòries regulars dels gegants gasosos (especialment Júpiter i Neptú). Uns pocs planetesimals haurien pogut ser capturats per planetes i esdevenir-ne satèl·lits, com ara Fobos i Deimos (les llunes de Mart), i moltes de les petites llunes amb òrbites molt inclinades (en relació al pla de l'eclíptica) dels gegants gasosos.
Els planetesimals que han sobreviscut avui dia són d'interès per als científics perquè contenen informació sobre el naixement del nostre sistema solar. En la superfície estan subjectes a una intensa radiació solar que en pot alterar la química, però a l'interior contenen material pristí, no alterat des de la formació del planetesimal. Això fa de cada planetesimal una 'càpsula del temps' i la seva composició ens pot proporcionar dades sobre les condicions a la nebulosa solar de la qual es va formar el nostre sistema planetari.
Pàgines relacionades:
- Meteorits.
- cometes.

## Definició de planetesimal
La paraula planetesimal és un mot encreuat obtingut a partir de planeta infinitesimal. El mot infinitesimal pertany al camp de les matemàtiques i literalment significa 'planeta infinitament petit'.
El nom s'aplica, en general, als cossos petits durant el procés de formació dels planetes, però alguns científics també usen aquest terme com un concepte general per a referir-se a cossos petits del sistema solar -com ara els asteroides i els cometes. Un grup d'experts mundials van decidir en una conferència de l'any 2006 la següent definició de planetesimal:

Un planetesimal és un objecte sòlid que existeix durant l'acumulació dels planetes en què la seva força interna està dominada per la pròpia gravetat i la dinàmica orbital no es veu afectada significativament per la resistència del gas. Això correspon a objectes de 1 km a la nebulosa solar.

En l'actual sistema solar, aquests petits cossos normalment es classifiquen per dinàmiques o per composició, i possiblement han experimentat una evolució posterior per convertir-se en cometes, objectes del cinturó de Kuiper o asteroides troians, per exemple.
L'acreció de planetesimals, és a dir, la seua unió, formarà els protoplanetes.
Les anteriors definicions no estan aprovades per la Unió Astronòmica Internacional.